# Округ Ли (Кентаки)
Округ Ли (енгл. Lee County) је округ у америчкој савезној држави Кентаки.

## Демографија
По попису из 2010. године број становника је 7.887, што је 29 (-0,4%) становника мање него 2000. године.
| Група             | 2000.         | 2010.         |
| Белци             | 7.510 (94,9%) | 7.564 (95,9%) |
| Афроамериканци    | 300 (3,8%)    | 185 (2,3%)    |
| Азијати           | 8 (0,1%)      | 11 (0,1%)     |
| Хиспаноамериканци | 29 (0,4%)     | 58 (0,7%)     |
| Укупно            | 7.916         | 7.887         |